# Рубенс. Штудія до портрета священника
Рубенс. Штудія до портрета священника — цілком закінчений малюнок до портрета священника зі збірок Ермітажу.

## Опис малюнка
На папері в розмір великого альбомного аркуша зображення католицького священника. Папір старовинний, сіро-рожевого тону. Малюнок виконано чорними та білими пастелями. Персонаж поданий боком, в правій руці якого книга, необхідна сторінка закладена пальцем. Поза спокійна, невимушена, як і погляд персонажа вбік ліворуч. 

## Історія побутування і дослідження
Малюнок прийшов до збірок Імператорського Ермітажу 1768 року разом із колекцією малюнків графа Кобенцля, управителя Південних Нідерландів. В каталозі-рукопису колекції Кобенцля позначений як малюнок Рубенса. Але атрибуція портребувала нових досліджень і новітніх підтверджень. 
Бо іспанський вигляд моделі зародив сумніви. І дослідник Доброклонський М.В. 1961 року оприлюднив малюнок з позначкою — автор Франсіско де Сурбаран (?) .
Але детально пророблений малюнок, практично штудія до портрета, незважаючи на чіткий «силует» і «іспанськість» моделі, виконаний дуже живописно. Особливо це помітно в сутані і в тіні за кріслом, де майже не помітна штриховка. «Іспанськість» моделі ще не ознака приналежності малюнка іспанському художнику. Іспанська імперія десятиліттями приваблювала іноземних майстрів можливостями заробити гроші і перспективами кар'єри і творчості. Серед них ціла низка нідерландських, німецьких, італійських  художників. В цьому переліку скульптори, архітектори, ливарники, садівники, майстри-декоратори, а також майстри значної художньої обдарованості — Антоніс Мор , Ель Греко, послідовник Мікеланджело Симон Перейнс . Двічі відвідав Іспанію і фламандець Пітер Пауль Рубенс. В свій другий візит він виконав декілька портретів іспанських світських і духовних осіб. Адже від низки пихатих і впливових осіб Іспанії залежала тоді доля його батьківщини - Південних Нідерландів (Фландрії). Створенню портретів передували малюнки, бо не кожний із портретованих мав час довго позувати художнику.
Стилістичний аналіз малюнка доводив, що його створив таки не Франсіско де Сурбаран, а Рубенс. Бо живописна трактовка моделі і закладений пальцем молитовник неодноразово зустрічаються в малюнках і творах саме фламандського майстра. Малюнок не підписаний і не датований, бо закінченим твором в роки життя Рубенса вважали картину олійними фарбами. Картини і підписували, і датували. Малюнок датують 1628 роком - роком другого візиту Рубенса в Іспанію.